# (21033) Akahirakiyozo
(21033) Akahirakiyozo est un astéroïde de la ceinture principale.

## Description
(21033) Akahirakiyozo est un astéroïde de la ceinture principale. Il fut découvert le 21 octobre 1989 à Kitami par Kin Endate et Kazuro Watanabe. Il présente une orbite caractérisée par un demi-grand axe de 2,30 UA, une excentricité de 0,18 et une inclinaison de 1,7° par rapport à l'écliptique.